# Destil·leria Anís del Mono
La destil·leria Anís del Mono és un edifici industrial al carrer d'Eduard Maristany de Badalona, catalogat com a bé cultural d'interès local. Es va construir en dues fases: la primera del 1880 al 1922 i la segona a partir del 1970, i s'hi fabricava l'Anís del Mono, producte insígnia de l'empresa Bosch i Cia, que en va ser la propietària fins al 1975, quan va ser venuda, juntament amb l'empresa, al Grup Osborne.

## Història
El 1880, a causa del creixement de l'activitat de l'empresa, els germans Josep i Vicenç Bosch van encarregar al mestre d'obres badaloní Jaume Botey i Garriga el projecte d'una nova fàbrica en substitució de l'antiga fassina que tenien al carrer de la Soledat. Es va edificar al carrer aleshores anomenat del Carril, al costat de la via del ferrocarril, sobre un terreny comprat el mes d'abril d'aquell any a Santiago Amat i Costa. El 1884 es va tancar el terreny que arribava fins a la platja, i en el període 1885-1914 s'hi van construir uns magatzems, un paller i s'hi van fer reformes per a instal·lar les oficines. El 1904, l'arquitecte Joan Amigó i Barriga, fillastre de Botey, va continuar els treballs i les diferents obres de reforma i manteniment de la fàbrica, que van donar un aspecte modernista al conjunt. El 1922, l'enginyer Tomàs Flaquer va fer-se càrrec de la reorganització d'algunes dependències i d'una part de la façana actual. L'última intervenció es va dur a terme a inicis de la dècada del 1970 i fou obra de l'enginyer industrial Ramon Vallrimbles.
A principis de la dècada del 1970 es van enderrocar una part dels cossos existents per a construir-hi noves naus. El 1975, el Grup Osborne va comprar l'empresa Bosch i Cia i amb ella també la fàbrica. El nou propietari la va mantenir com a centre de producció, i a banda de l'Anís del Mono i altres productes derivats, el 2011 va començar a produir els licors propis del monestir de Montserrat. Val a dir que el 2021, Osborne va deixar a la fàbrica de Badalona únicament l'elaboració de l'oli essencial, un dels ingredients de l'anís. D'altra banda, també en fa un ús cultural, ja que des del 2000, s'hi organitzen visites guiades a càrrec del Museu de Badalona.

## Descripció

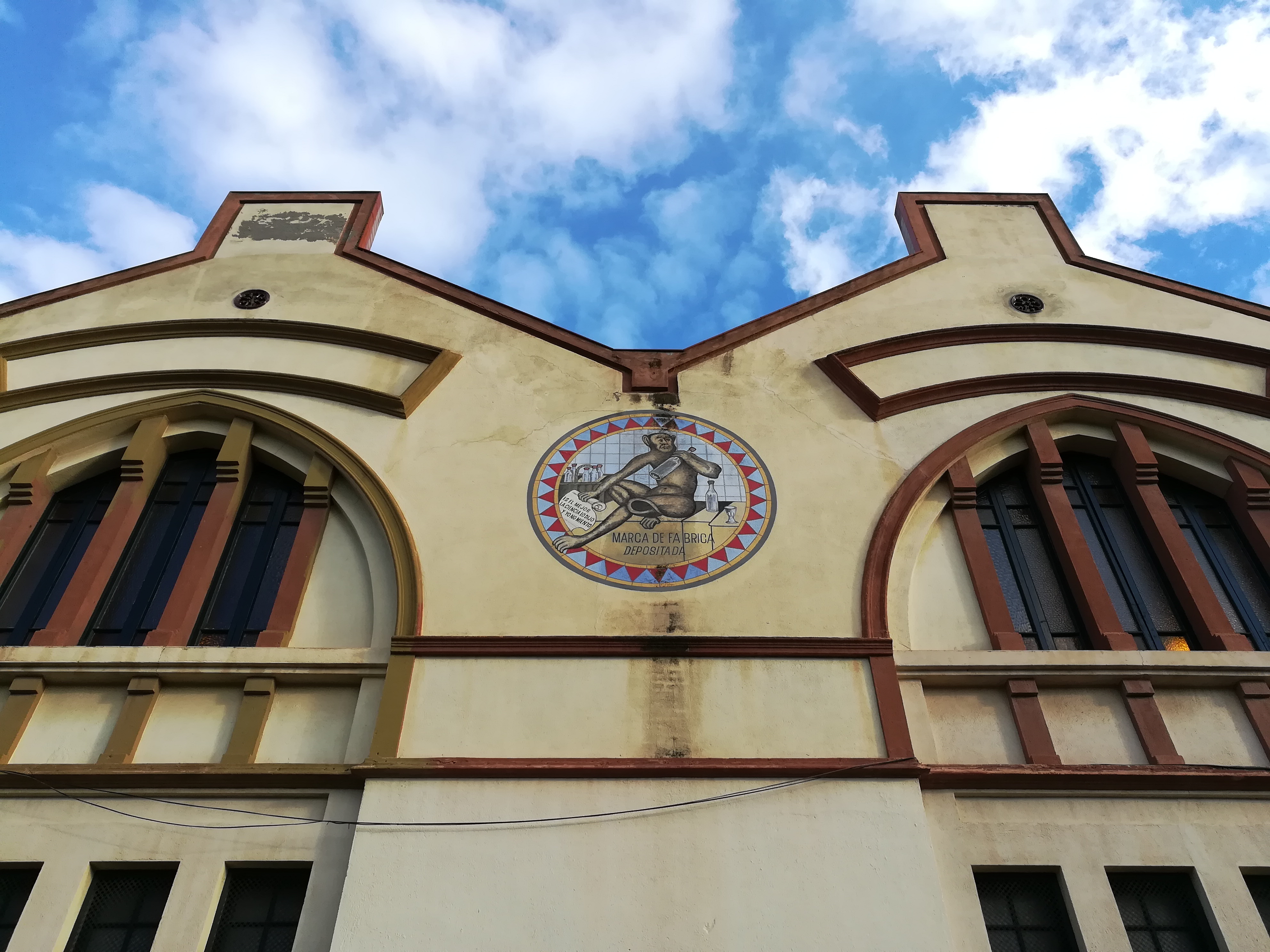
Detall de la façana principal, al carrer d'Eduard Maristany

Es tracta d'un complex industrial aïllat, format per diferents cossos o naus de planta bàsicament rectangular adossats formant diversos patis amb cobertes majoritàriament a doble vessant. El recinte està delimitat per una paret de tanca que té l'entrada principal al carrer d'Eduard Maristany, on hi ha la reixa d'entrada flanquejada per dues pilastres motllurades amb imposta i coronament fets de maó, que sostenen el cartell d'Anís del Mono. Al costat de la reixa hi ha una entrada més petita, una porta d'accés d'arc escarser amb guardapols. Aquesta paret de tanca té la mateixa configuració del sòcol que es troba al llarg de tota la façana, amb una franja de rectangles endinsats, i presenta a més un teuladet i un entaulament de maó.

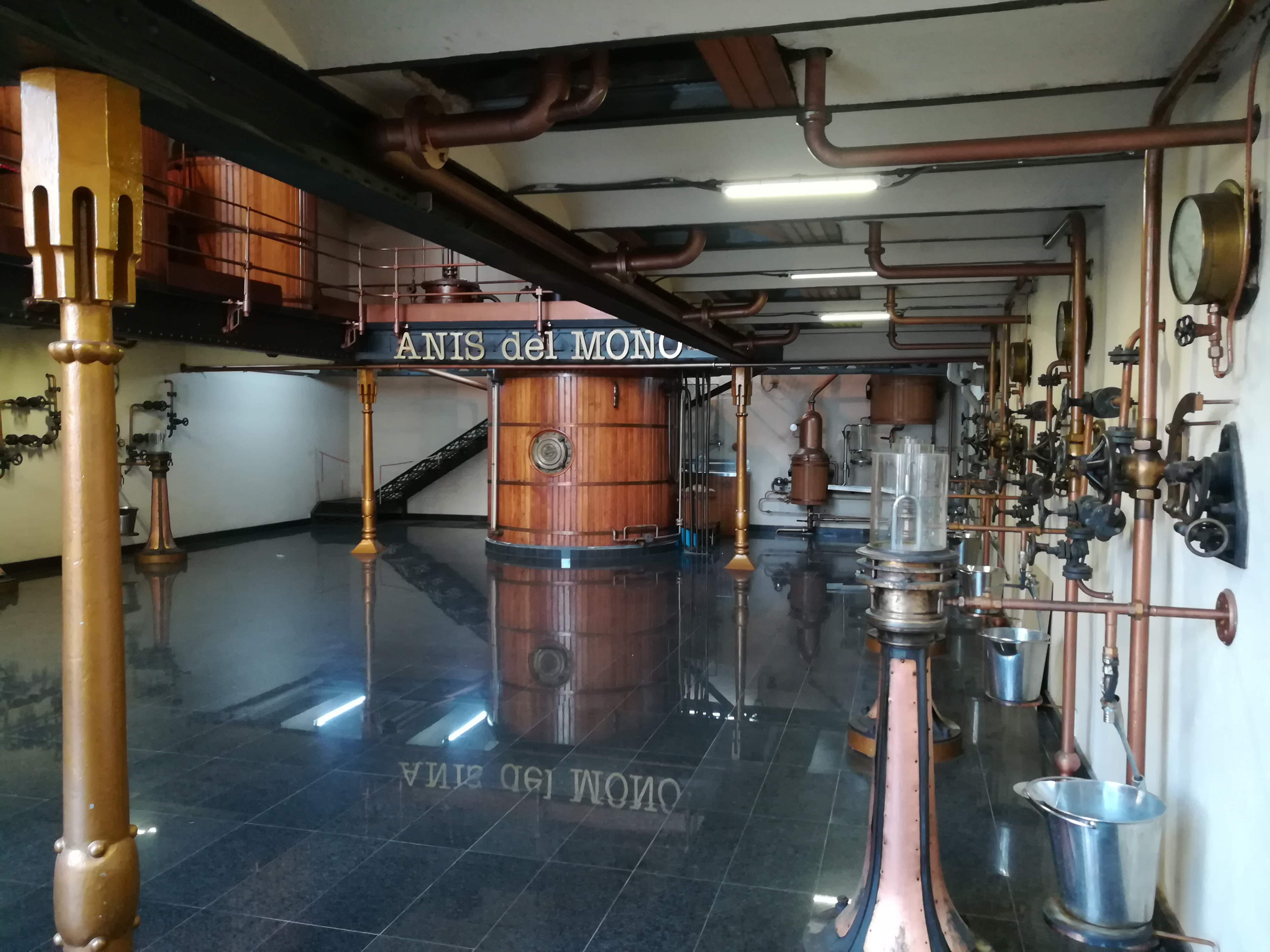
Sala de destil·lació, amb el rectificadors Savalle al fons

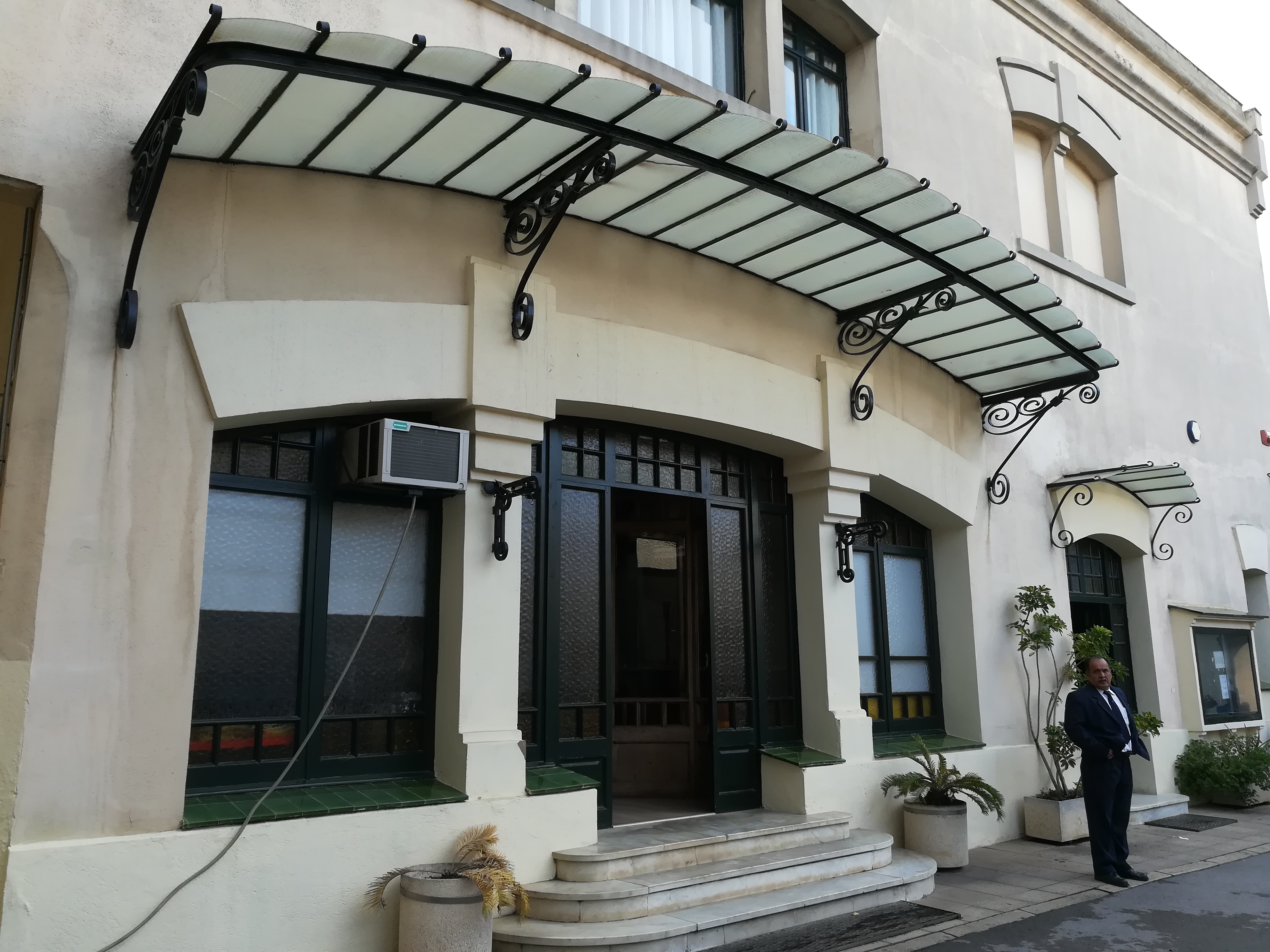
Entrada a la recepció de la fàbrica

A la façana principal destaca un conjunt de diferents volums rectangulars en forma d'«L» amb cobertes a doble vessant, excepte la del cos central que és trencada o mansarda amb teules ceràmiques vidriades de colors terrosos i verds. L'ala que dona a la plaça de la Rosa dels Vents està formada per dues naus adossades de diferent llargària que consten de planta baixa i un pis. Les façanes d'ambdues naus tenen el mateix tractament, constant de sòcol i una gran obertura centrada i reculada respecte al plom de la façana que ocupa les dues plantes. Aquesta obertura acaba en un arc apuntat i es troba segmentada a través d'una sèrie d'eixos: quatre llisos a la planta baixa travessats a la part superior per un altre eix horitzontal que forma cinc petites obertures quadrades i altres quatre eixos verticals o pilastres al pis que es rematen a la part inferior i superior amb sengles regruixos esglaonats. La planta baixa està dividida del pis amb dues cornises que ressegueixen tota la llargària de la façana delimitant l'angle cantoner i a l'interior de les obertures formant una mena d'entaulament amb el fris amb quatre eixos verticals que estan en correlació amb els altres superiors i inferiors. Sobre l'arc hi ha una motllura corbada. La part superior té el capcer a doble vessant formant un graó al centre. Entre les dues naus hi ha un dibuix policromat on es veu el logotip del mico.
La façana principal del cos central és d'una nau i presenta un gran portal envidriat amb un medalló al centre, a la part superior, amb el logotip de la marca de l'Anís del Mono. El perímetre d'aquesta obertura està delimitat per pilastres, entaulament i cornisa que ressegueix el perfil de l'arc. Aquest portal és un gran arc peraltat apuntat que es troba segmentat en tres amb una part central més ampla que conté una motllura d'arc peraltat de mig punt, que fa d'entrada. Aquest arc més petit té dos eixos verticals motllurats a l'interior que van des de la línia d'imposta fins a l'intradós. El capcer d'aquesta nau té les arestes trencades en diferents segments. A l'interior de la nau hi ha la destil·leria, una gran sala que té al centre un aparell rectificador Savalle (París) d'una capacitat de 10.500 litres i a cada lateral hi ha quatre alambins de 1.000 litres cadascun, amb les seves respectives calderes sobre una tribuna metàl·lica. En el costat que dona a l'altra ala té un cos adossat de planta trapezoidal, format per planta i pis i amb coberta plana amb una entrada amb emmarcament d'arc escarser i a sobre una obertura, la solució de la qual recorda a un matacà acabat en un arc georgià.
A l'altra ala destaquen dues naus adossades que mantenen una configuració semblant a la primera, però només presenten un nivell d'altura i les obertures són rectangulars d'arc pla. La part superior es remata amb dues cornises horitzontals tot al llarg de la façana que sobre les obertures formen un capcer d'un graó.
A la part posterior, que dona al Passeig Marítim, hi ha una xemeneia feta de maó de secció circular i de forma troncocònica acabada amb un coronament senzill format per diverses anelles.